# Lagenorhynchus acutus
El delfín de flancos blancos del Atlántico o delfín del Atlántico (Lagenorhynchus acutus) es una especie de cetáceo odontoceto de la familia Delphinidae. Es un delfín con una coloración característica que habita en las aguas frías del Océano Atlántico norte.

## Taxonomía
Lagenorhynchus acutus fue clasificado por Gray en 1828. El nombre específico acutus viene del latín y se refiere a la forma de aleta dorsal. Es uno de los seis delfines oceánicos del género Lagenorhynchus.

## Descripción
Este delfín es notablemente más largo que otros delfines oceánicos. Al nacer miden un metro de longitud, y alcanza  aproximadamente 2,80 metros en estado adulto (machos) y 2,50 metros (hembras). El peso total varía entre 200 y 230 kg para un ejemplar totalmente desarrollado. Las hembras alcanzan la madurez sexual entre los 6 y los 12 años, y los machos entre los 7 y los 11 años. El período de gestación es de 11 meses, y la lactancia dura casi un año y medio. Se sabe de ejemplares que han vivido hasta 22 años (machos) y 27 años (hembras).
La característica distintiva del Lagenorhynchus acutus es su parche blanco o amarillo pálido a cada lado del cuerpo bajo la aleta dorsal. Las variaciones de color del animal son únicas, dentro del rango de mezclas de blanco, gris y azul comunes a otros cetáceos pelágicos.  El resto del cuerpo presenta una coloración bien definida, con la garganta, barbilla y vientre blanco, el dorso y las aletas gris oscuro a negro, con excepción del parche amarillo. Hay un borroso parche blanco debajo de la aleta dorsal, sobre una banda gris clara que corre desde el hocico, bajo los ojos y baja hasta el nacimiento de la cola.

## Alimentación
De los análisis de contenido estomacal, surge que se alimentan principalmente de peces como arenque y caballa.

## Conducta
El delfín de flancos blancos es alegre y acróbata, y muy sociable, ya que interactúa con los barcos, aunque no es tan sociable como otras especies de la familia. 
Los grupos de delfines varían según la región, con agrupaciones que promedian 60 ejemplares cerca de las costas de Terranova, y más pequeños al este de Islandia. 

## Población y hábitat
La especie es endémica del Océano Atlántico norte. Las áreas  con mayor densidad de población son las costas de Terranova y Cabo Cod, la región triangular de mar entre el Reino Unido, Islandia y Groenlandia y el Mar del Norte. 
Se cree que la población total está en el orden de entre 200.000 y 300.000 ejemplares.

## Interacción con los seres humanos

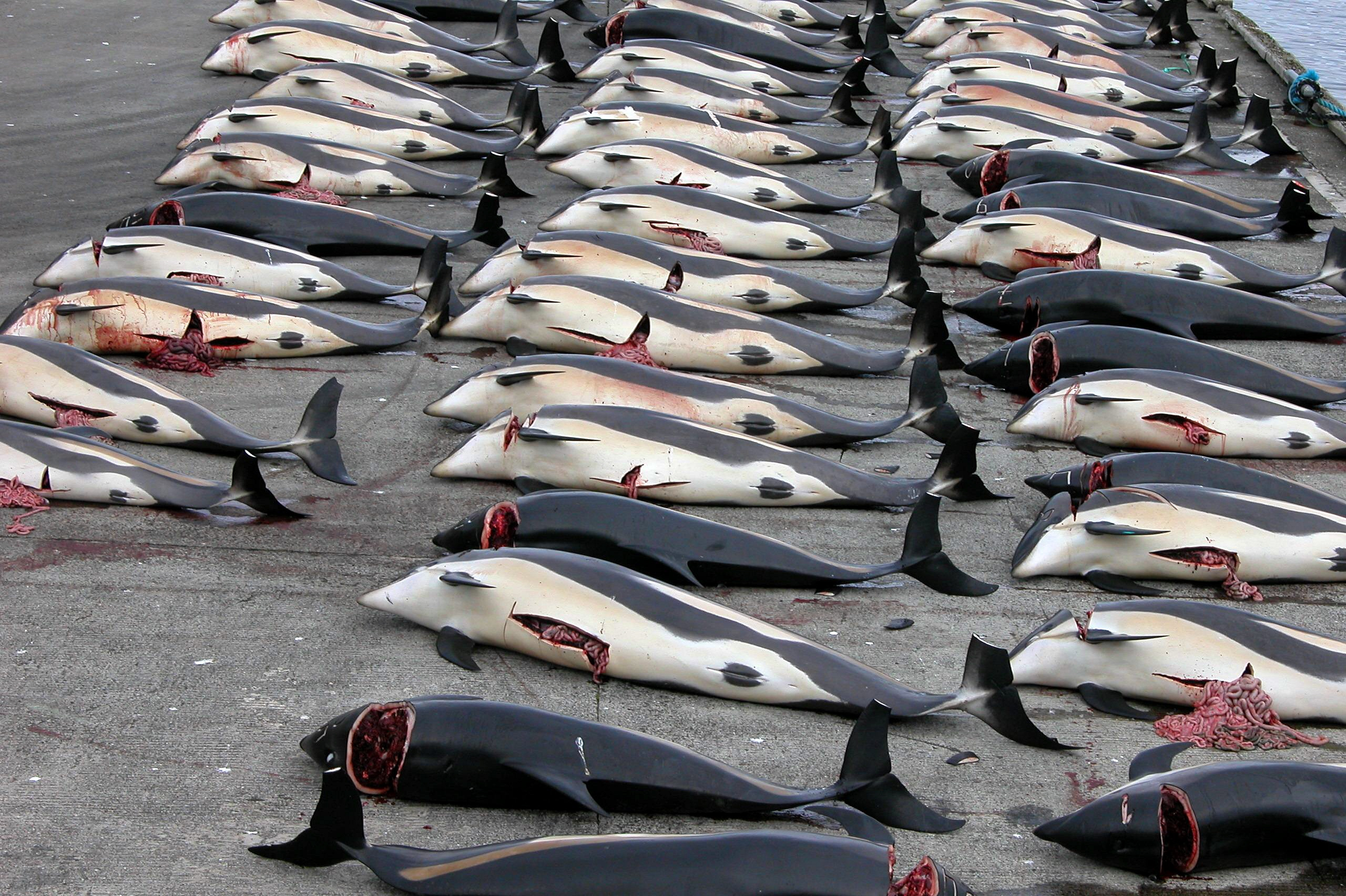
Delfines de flancos blancos muertos en las Islas Feroe producto de la caza. Imagen del año 2006.

Históricamente, el Lagenorhynchus acutus fue cazado en expediciones desde Terranova y Noruega, que ya no se efectúan, aunque todavía tienen lugar en un área más reducida desde las Islas Feroe, donde se cazan unos 1000 ejemplares por año. No se sabe el efecto a largo plazo de esta política sobre el océano circundante, hipótesis que han llamado la atención de los conservacionistas, aunque en gran escala la supervivencia de la especie no se encuentra amenazada. Según algunos, la carne de esta especie tiene un muy buen sabor.